# St. Martin (Schiffweiler)

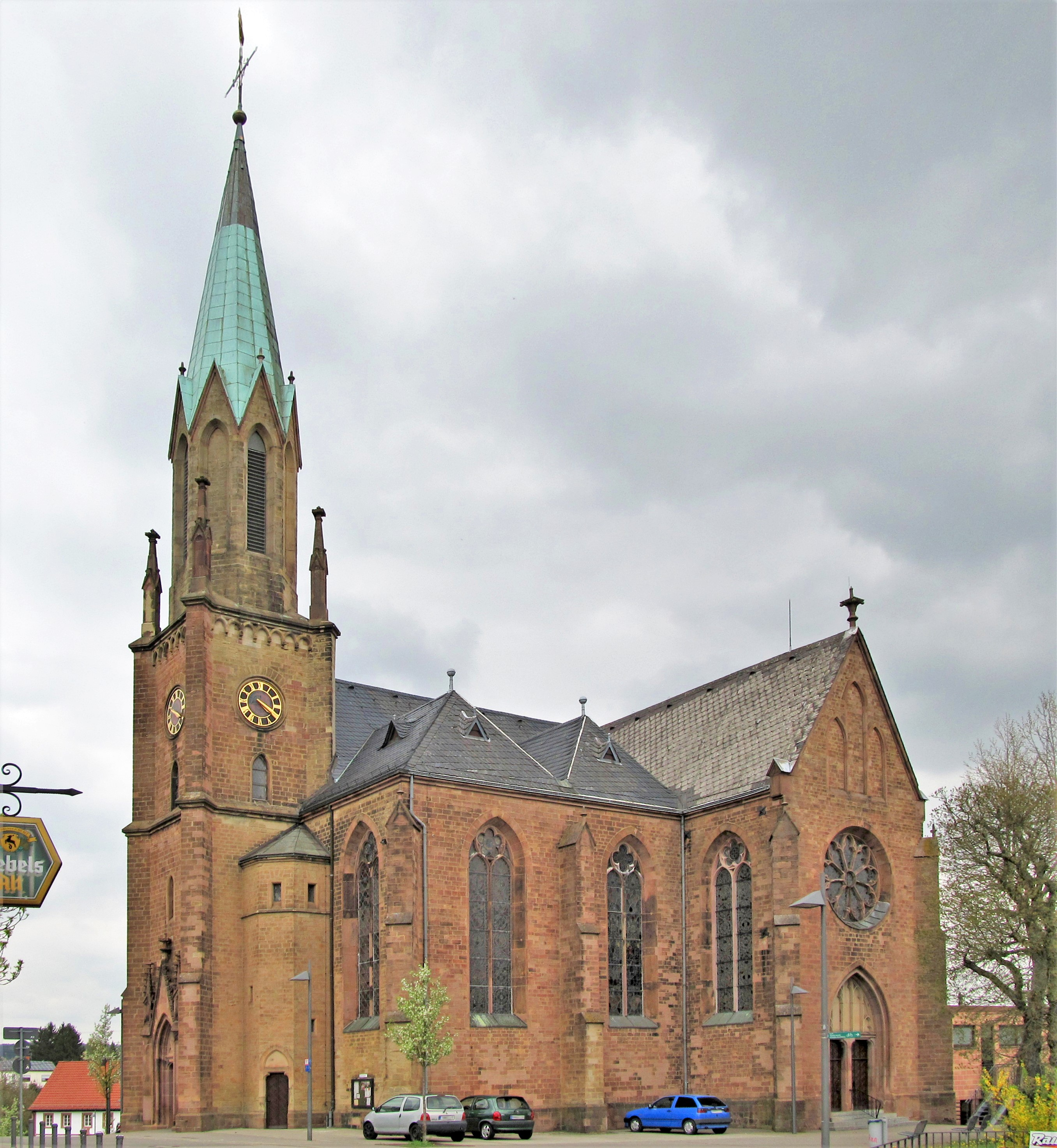
Die Pfarrkirche St. Martin in Schiffweiler

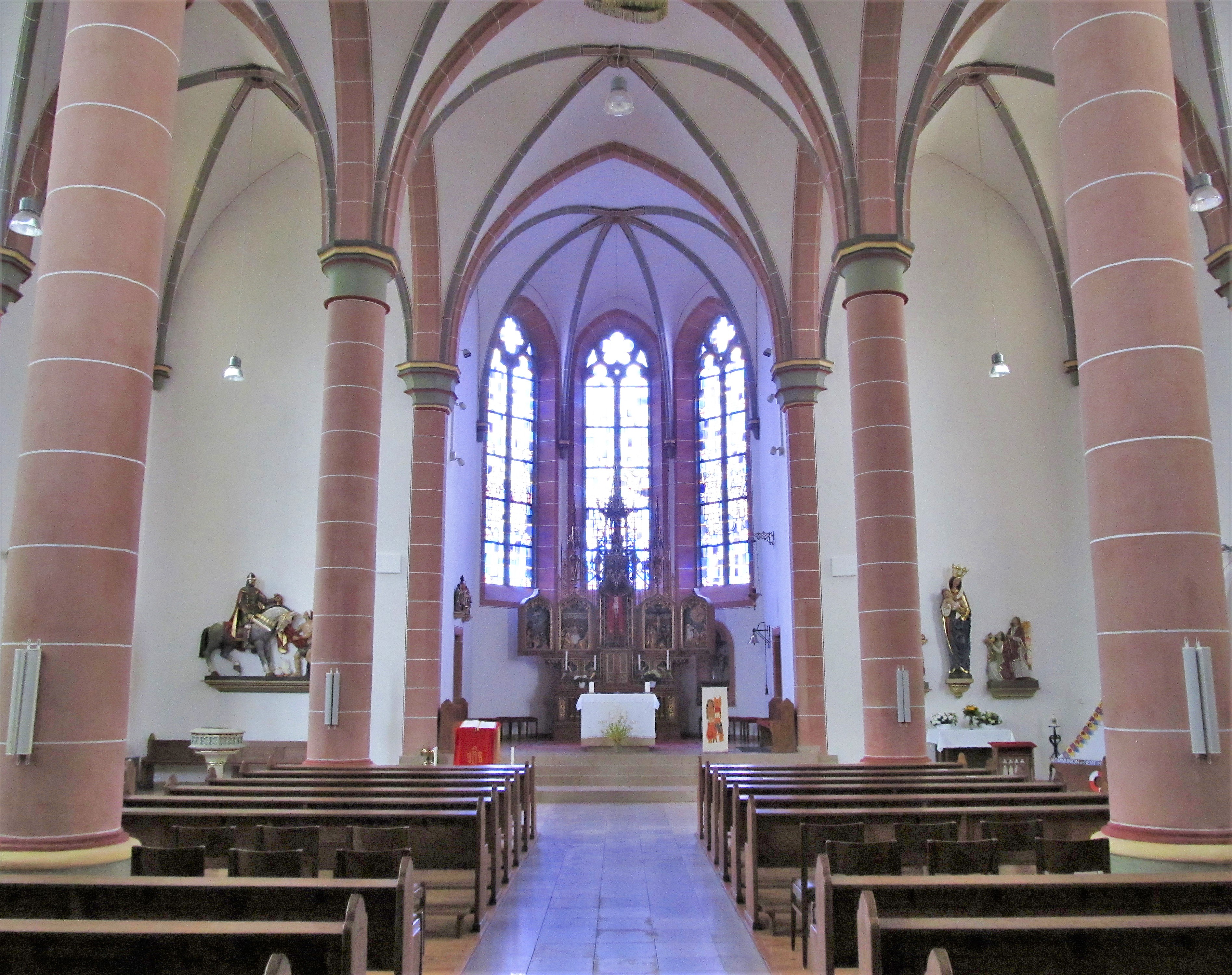
Blick ins Innere der Kirche

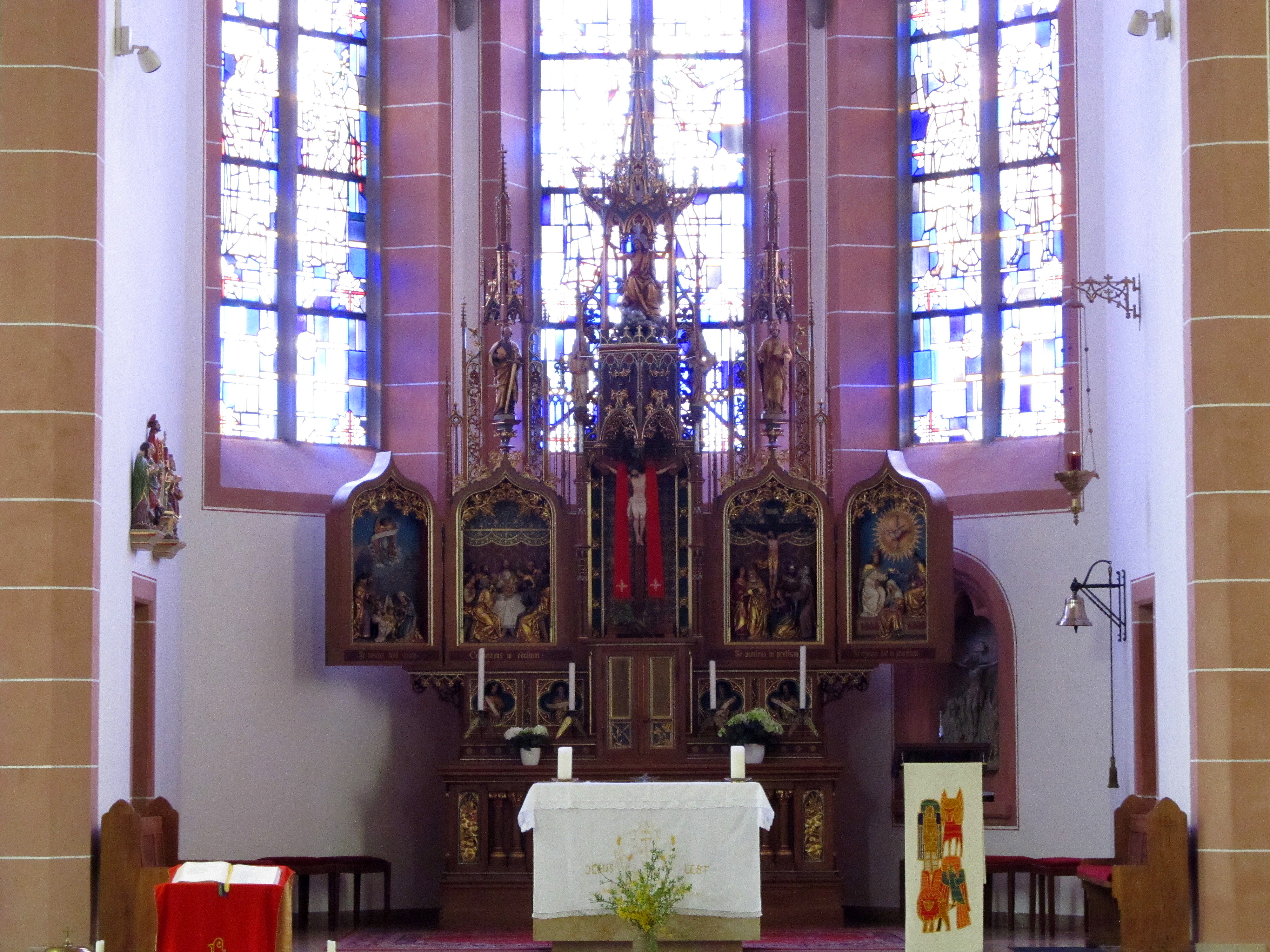
Altarraum

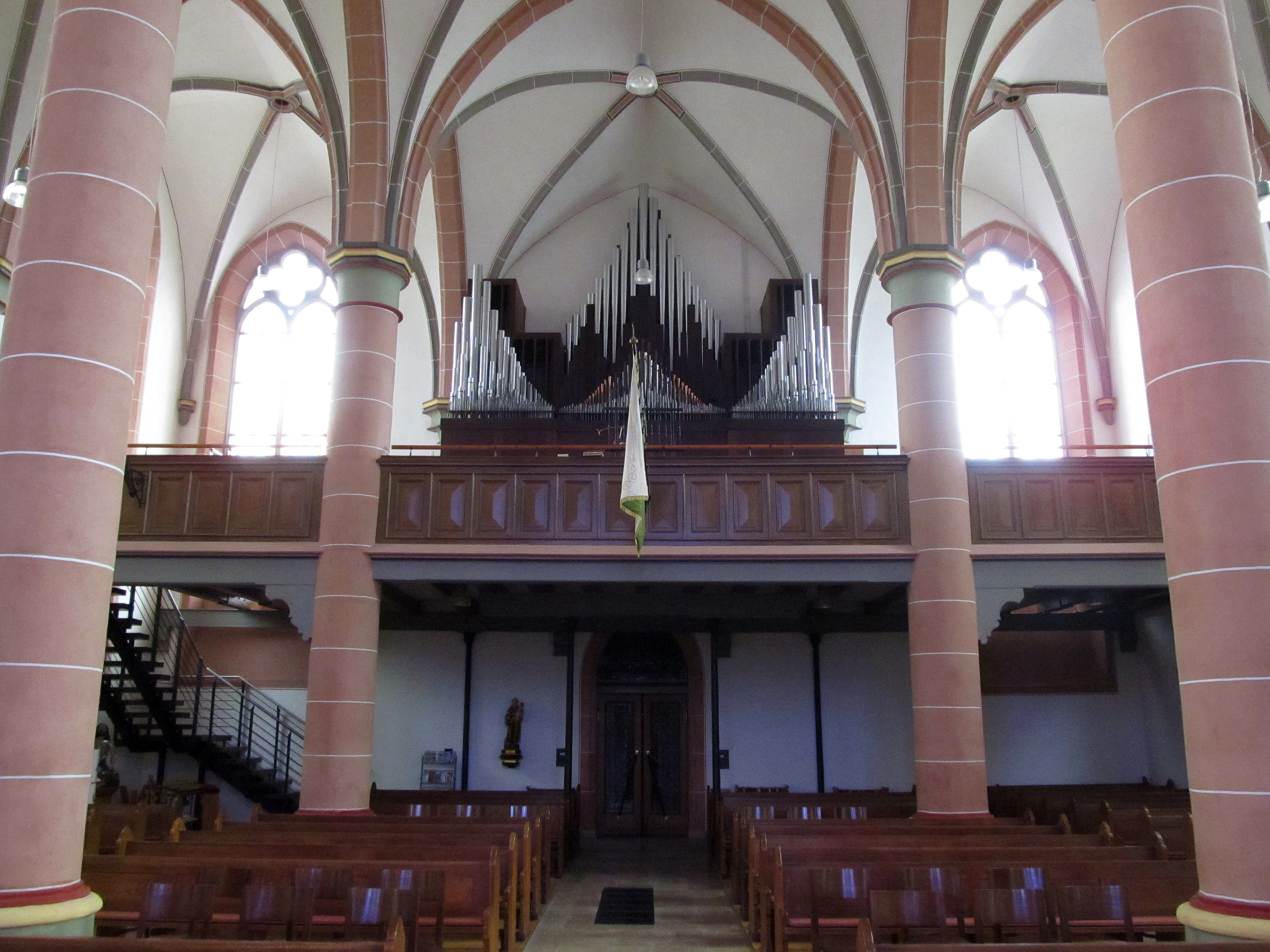
Blick zur Empore mit Orgelprospekt

Die Kirche St. Martin ist eine katholische Pfarrkirche im saarländischen Schiffweiler, Landkreis Neunkirchen. Kirchenpatron ist der heilige Martin. In der Denkmalliste des Saarlandes ist das Kirchengebäude als Einzeldenkmal aufgeführt.

## Geschichte
Die erste urkundliche Erwähnung einer christlichen Gemeinde in Schiffweiler datiert aus dem Jahr 893. Am 17. Februar des Jahres 893 wurde einem Kloster bei Wibiliskirika (Wiebelskirchen) durch den Bischof von Metz die Kirche zu Letoldingos (Illingen) mit einer dazugehörenden Kapelle zu Scufinesvillare (Schiffweiler) geschenkt. Ein eingemauerter Stein mit der Aufschrift 1088 im Chor der früheren Kirche von Schiffweiler  lässt darauf schließen, dass in diesem Jahr eine neue Kirche an der Stelle der alten Kapelle errichtet worden war. Die Kirche zu Schiffweiler wurde seit 1293 durch einen ständigen Vikar verwaltet. Im Jahr 1483 wurde eine neue Kirche im gotischen Stil erbaut, die im Laufe des Dreißigjährigen Krieges (1618–1648) gemeinsam mit dem ganzen Ort zerstört und nicht wieder aufgebaut wurde. Zuvor war die Pfarrgemeinde 1575 protestantisch geworden. In der zweiten Hälfte des 17. Jahrhunderts ließen sich wieder Siedler in Schiffweiler nieder, von denen die Katholiken den Gottesdienst in Ottweiler besuchten. Im Jahr 1796 wurde an den Chor der zerstörten Kirche ein Schiff angebaut und 1803, bei der Neuorganisation der französischen Kirche, wurde die Schiffweiler Kirche wieder zur Pfarrkirche erhoben.
In den Jahren 1867 bis 1869 erfolgte der Bau der heutigen Kirche nach Plänen des Architekten Carl Friedrich Müller (Saarlouis). Die örtliche Bauleitung übernahm Kommunalbaumeister Ernst Klauer (Ottweiler), während für die Ausführung Bauunternehmer Witt (Schiffweiler) verantwortlich zeichnete. 1947 erfolgte eine Restaurierung im Inneren der Kirche an der Künstler Walter Bernstein (Schiffweiler) beteiligt war. 1957 und 1970 ff. wurde das Gotteshaus weiteren Restaurierungsmaßnahmen unterzogen. 2002 kam es zu einem Umbau, die Innen-Beleuchtung und Heizungsanlage betreffend. 2009 erfolgte eine erneute umfassende Restaurierung, während der das evangelische Gemeindezentrum Schiffweiler sakral mitbenutzt wurde. Geleitet wurde die Restaurierung von Architekt Detlef Hoffmann, die Ausführung oblag der Firma Glöckner, Naturstein-Arbeiten (Hangard) und der Firma Mrziglod (Tholey).

## Ausstattung
Zur Ausstattung der Kirche gehören zahlreiche Heiligen-Figuren, ein Kreuzweg und zwei Engel-Reliefs, die 2009 von dem Restaurator Manfred Schöndorf (Ottweiler) restauriert und neu gefasst wurden. Auch das Relief St. Martin mit Pferd und Bettler am Taufbecken links des Altarraumes wurde neu gefasst. Der neugotische Altar wurde von der 1974 abgerissenen Pfarrkirche St. Remaclus in Cochem-Cond übernommen. Die 2 Meter hohe Madonna (Pachermadonna) rechts des Altarraumes ist eine Neuanschaffung. 
 Die von dem Maler Walter Bernstein (Schiffweiler) aus dem Jahr 1947 stammende Ausmalung wurde 1957 übermalt und 2009 von der Firma Mrziglod (Tholey) restauriert. Die Chorfenster stammen von dem Glasbrenner Friedrich Geissler (Ehrenbreitstein). In der Stirnseite eines Querschiffes befindet sich eine Maßwerkrose.

## Orgel
Die Orgel der Kirche wurde 1933 von der Orgelbaufirma Johannes Klais Orgelbau (Bonn) errichtet. Das Instrument, das auf einer Empore aufgestellt ist, verfügt über 24 Register und vier Extensionen, verteilt auf zwei Manuale und Pedal und besitzt Kegelladen. Die Spiel- und Registertraktur ist elektrisch. 2010 wurde die Orgel von Thomas Gaida restauriert. Dabei wurden Teile der Elektrik erneuert und das Werk neu intoniert.
| I Hauptwerk C–g3 |                  |     |
| 1.               | Nachthorngedackt | 16′ |
| 2.               | Prinzipal        | 8′  |
| 3.               | Offenflöte       | 8′  |
| 4.               | Salicional       | 8′  |
| 5.               | Praestant        | 4′  |
| 6.               | Rohrflöte        | 4′  |
| 7.               | Mixtur IV        |     |
| 8.               | Trompete         | 8′  |

| II Schwellwerk C–g3 |                      |    |
| 9.                  | Geigenprinzipal      | 8′ |
| 10.                 | Zartflöte            | 8′ |
| 11.                 | Schwebung            | 8′ |
| 12.                 | Gemshorn             | 4′ |
| 13.                 | Waldflöte            | 2′ |
| 14.                 | Sesquialter II       |    |
| 15.                 | Trompette harmonique | 8′ |

| Brustwerk C–g3 |                  |    |
| 16.            | Gedacktpommer    | 8′ |
| 17.            | Singendprinzipal | 4′ |
| 18.            | Flageolett       | 2′ |
| 19.            | Terzian II       |    |
| 20.            | Cymbel III–IV    |    |
| 21.            | Krummhorn        | 8′ |

| Pedal C–f1 |                        |     |
| 22.        | Prinzipalbaß           | 16′ |
| 23.        | Subbaß                 | 16′ |
|            | Oktavbaß Ext. Nr. 22   | 8′  |
|            | Baßflöte Ext. Nr. 23   | 8′  |
|            | Choralbaß Ext. Nr. 22  | 4′  |
|            | Flachflöte Ext. Nr. 22 | 2′  |
| 24.        | Posaune                | 16′ |